# Kapalika

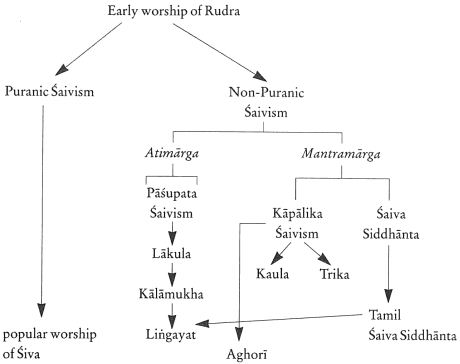
Kapalika

Kapalika (sanskrit IAST kāpālika : portant un crâne humain, kapāla, comme bol de mendicité) est un terme qui désigne les ascètes shivaïtes errants qui réalisent des pratiques extrêmes et vivent en partie sur des lieux de crémation. Leur nom vient du fait qu'ils portent des colliers de crânes humains ou en utilisent comme bol à aumône. Ils apparaissent dans la littérature dès le VIe siècle. L'origine de ce courant remonterait aux premiers siècles de notre ère dans le sud de l'Inde. Il semble se continuer de nos jours dans le courant Aghori.